# Saldubella latimanus
Saldubella latimanus är en tvåvingeart som beskrevs av James 1977. Saldubella latimanus ingår i släktet Saldubella och familjen vapenflugor. Inga underarter finns listade i Catalogue of Life.